# Spiridione
Spiridione  è un nome proprio di persona italiano maschile.

## Varianti
- Maschili: Spiridone[1]
- Femminili: Spiridiona[1], Spiridona[1]

### Varianti in altre lingue
- Bulgaro: Спиридон (Spiridon)
- Catalano: Espiridió[3], Espiridó
- Croato: Σπυρίδων (Spiridon)[4]
- Francese: Spyridon
- Greco bizantino: Σπυρίδων (Spiridon)
- Greco moderno: Σπυρίδων (Spyridōn)[4]
  - Ipocoristici: Σπύρoς (Spyros)[4], Σπύρo (Spyro)[4]
  - Femminili: Σπυριδουλα (Spyridoula)[4]
- Latino: Spyridion[2]
- Portoghese: Espiridião
- Rumeno: Spiridon
- Russo: Спиридон (Spiridon)
- Serbo: Спиридон (Spiridon)[4]
- Spagnolo: Espiridión[3][4], Espiridón
- Ucraino: Спиридон (Spyrydon)

## Origine e diffusione
Deriva dal tardo nome greco Σπυρίδων (Spiridon), dall'etimologia dubbia; alcune fonti lo riconducono ai termini greci σπείρα (speira, "spirale") o σπυρίδιον (spyridion, "cesto", "paniere"), oppure al latino spiritus ("spirito").
Il nome gode di ampia diffusione nell'Oriente cristiano, grazie alla venerazione verso san Spiridione. In Italia il nome è raro: il culto del santo venne importato dai veneziani, ma non attecchì molto; una certa notorietà la diede Spiro Agnew, che fu vicepresidente degli Stati Uniti durante il mandato di Richard Nixon.

## Onomastico
L'onomastico si festeggia in memoria di santo Spiridione di Trimitonte, vescovo di Cipro, commemorato il 13 dicembre (anticamente il 14 dalla Chiesa cattolica).

## Persone
- Spiridione di Pečers'k, monaco ucraino

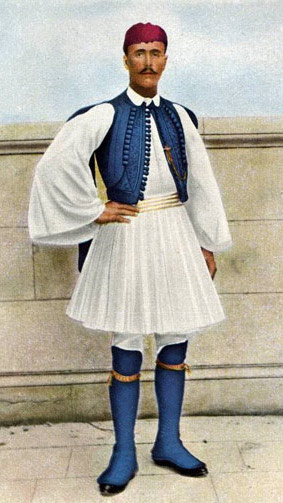
Spyridōn Louīs

- Spiridione di Trimitonte, vescovo e santo cipriota
- Spiridione Gopcevich, armatore e commerciante italiano
- Spiridione Lusi, diplomatico, politico e letterato veneziano naturalizzato prussiano

### Variante Spiridon
- Spiridon Belokas, maratoneta greco
- Spiridon Stais, tiratore greco
- Spiridon Trikoupis, politico e diplomatico greco

### Variante Spyridōn
- Spyridōn Chasapīs, nuotatore greco
- Spyridōn Gianniōtīs, nuotatore greco
- Spyridōn Lampros, politico greco
- Spyridōn Louīs, atleta greco
- Spyridōn Marinatos, archeologo greco
- Spyridōn Markezinīs, politico greco
- Spyridōn Merkourīs, politico greco
- Spyridōn Tzetzos, nuotatore greco
- Spyridōn Vallas, calciatore greco

### Variante Spiro
- Spiro Agnew, politico statunitense

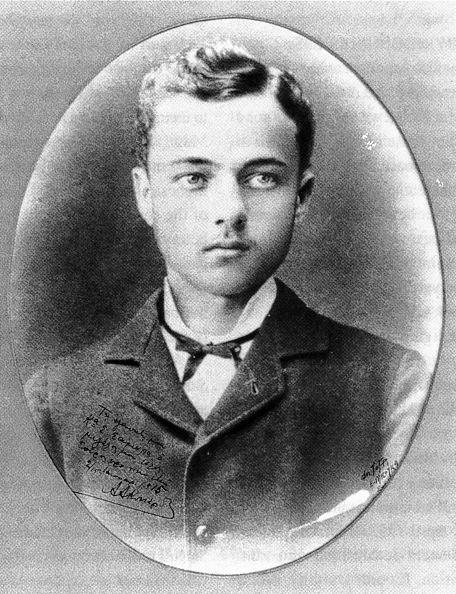
Spiro Samara

- Spiro Dine, poeta e drammaturgo albanese
- Spiro Koleka, politico albanese
- Spiro Latsis, banchiere greco
- Spiro Samara, compositore greco
- Spiro Scimone, attore, regista e drammaturgo italiano

### Variante Spiros
- Spiros Focás, attore greco
- Spiros Livathinos, calciatore greco
- Spiros Marangos, calciatore greco

### Variante Spyros
- Spyros Capralos, pallanuotista greco
- Spyros Fourlanos, calciatore greco
- Spyros Lazaros, tiratore di fune greco
- Spyros Motsenigos, cestista greco
- Spyros Vellas, tiratore di fune e atleta greco

## Il nome nelle arti
- Spiridione è un personaggio dell'opera di Gaetano Donizetti Il campanello.
- Spiridione è un personaggio, interpretato da Angelo Branduardi, del film del 1983 State buoni se potete diretto da Luigi Magni.